# 任晓春
任晓春（1960年9月—），四川南充人，汉族，中国共产党党员。中华人民共和国政治人物。曾任第十三届全国人民代表大会四川地区代表，中共内江市委副书记、市人民政府市长，四川省供销合作社联合社主任等职。

## 生平
任晓春为南充市嘉陵区积善乡人，早年曾在南充县积善小学、南充县白塔中学执教，期间在南充教育学院深造并加入中共。1984年7月，他由教育界转战政界，并担任中共南充县党委宣传部干事、副部长等职。1993年，高坪区成立后，他当选为该区首任党委常委，并兼任区党委宣传部部长:57-58，1997年2月，他转任中共高坪区委常委，区政府副区长，并于1999年接替杨毓培出任高坪区政府区长:115。在担任高坪区长期间，任晓春还曾挂职出任浙江省瑞安市委副书记:520。
2002年7月21日，任晓春转任中共阆中市委书记，在此期间，他主张阆中市委加强与老红军、退休领导的联系，并曾组织他们前往各省市参观考察，他还曾被中共四川省委组织部列入南充市级领导人选，不过并未获得任命。2004年8月，任晓春调任仪陇县委书记，同年9月兼任县人大常委会主任:776。在仪陇任内，他主持了该县县府由金城镇搬迁至新政镇的工作，致力于保护中国人民解放军元帅朱德的故居，扩建了纪念园区，并促成了其住家琳琅山景区成为中国红色旅游新热点景区:777，连接仪陇新县府与琳琅山的新政嘉陵江大桥亦于2006年末落成通车:777。他本人也因为中共南充市委、市府的推荐，升任中共南充市委常委，并继续兼任仪陇县委书记。
2006年12月，任晓春调赴内江市，出任中共内江市委常委、常务副市长，并兼任内江市行政学院院长、内江军分区陆军预备役防化团第一政委等职务。2012年，升任中共内江市委副书记。2015年，再升任内江市人民政府市长。在内江任职期间，他还曾于2011年、2016年两度前往法国国立行政学院学习深造。2018年2月24日，任晓春当选为第十三届全国人大代表，代表四川省选区，任期5年。同年12月7日，不再担任内江市长，转任四川省供销合作社联合社主任。2021年2月，任晓春退居二线，转任第十三届四川省人大常委会农业与农村委员会主任委员。2023年，四川省人大常委会换届后，他不再担任省人大委员，退休。